# ایوانوفکا (شهرستان داولکانوفسکی، باشقیرستان)
ایوانوفکا (انگلیسی: Ivanovka, Davlekanovsky District, Republic of Bashkortostan) یک شهرک در شهرستان داولکانوفسکی در استان باشقیرستان کشور روسیه است.